# Distrito electoral federal 8 de Puebla
El Distrito electoral federal 8 de Puebla es uno de los 300 distritos electorales en los que se encuentra dividido el territorio de México para la elección de diputados federales y uno de los 16 en los que se divide el estado de Puebla. Su cabecera es Ciudad Serdán.

## Distritaciones anteriores
Esta integración fue definida por el Instituto Nacional Electoral en marzo de 2017:
Aljojuca, Atzintzintla, Cuyoaco, Chalchicomula de Sesma, Chichiquila, Chilchotla, Esperanza, Guadalupe Victoria, Lafragua, Libres, Mazapiltepec de Juárez, Ocotepec, Oriental, Quimixtlán, Rafael Lara Grajales, San José Chiapa, San Juan Atenco, San Nicolás Buenos Aires, San Salvador el Seco, Tepeyahualco Tlachichuca y Xiutetelco.

### Distritación 2005 - 2017
El Octavo Distrito Electoral de Puebla se localizaba en la zona oriente del estado, lo forman un total de trece municipios, que son Acatzingo,Aljojuca, Atzintzintla, Chalchicomula de Sesma, Esperanza, General Felipe Ángeles, Palmar de Bravo, Quecholac, San Juan Atenco, Tecamachalco, Tlachichuca, Tochtepec, Xochitlán Todos Santos y Yehualtepec.

### Distritación 1996 - 2005
Entre 1996 y 2005 el Octavo Distrito se encontraba ubicado en la misma región de Puebla y los municipios que hoy lo forman también lo integraban con excepción de General Felipe Ángeles, Tochtepec y Xochitlán Todos Santos, e incluyendo a los municipios de Cañada Morelos, Chapulco, Nicolás Bravo, Santiago Miahuatlán y Vicente Guerrero.

## Diputados por el distrito
- XLIX Legislatura
  - (1973 - 1975): Enrique Zamora Palafox (PRI)
- L Legislatura
  - (1976 - 1979): Jesús Sarabia y Ordóñez (PRI)
- LI Legislatura
  - (1979 - 1985): Guillermo Melgarejo Palafox (PRI)
- LIII Legislatura
  - (1985 - 1994): Darío Maldonado Casiano (PRI)
- LVI Legislatura
  - (1994 - 1997): Isabel Zarrazaga Molina (PRI)
- LVII Legislatura
  - (1997 - 2000): Ignacio Mier Velazco (PRI)
- LVIII Legislatura
  - (2000 - 2003): Jaime Alcántara Silva (PRI)
- LIX Legislatura
  - (2003 - 2005): Rafael Moreno Valle Rosas (PRI)
  - (2005 - 2006): José López Medina (PRI)
- LX Legislatura
  - (2006 - 2009): Antonio Vasconcelos Rueda (PAN)
- LXI Legislatura
  - (2009 - 2012): Fernando Morales Martínez (PRI)
- LXII Legislatura
  - (2012 - 2015): Ana Isabel Allende Cano (PRI)
- LXIII Legislatura
  - (2015 - 2018): Lilia Arminda García Escobar
- LXIV Legislatura
  - (2018 - 2021) :Julieta Kristal Vences Valencia (Morena)

## Resultados electorales

### 2009
| Elecciones federales de 2009 | Elecciones federales de 2009                   | Elecciones federales de 2009 | Elecciones federales de 2009        | Elecciones federales de 2009 | Elecciones federales de 2009 |
| Partido/Coalición            | Partido/Coalición                              | Candidato                    | Candidato                           | Votos                        | Porcentaje                   |
| ---------------------------- | ---------------------------------------------- | ---------------------------- | ----------------------------------- | ---------------------------- | ---------------------------- |
|                              | Partido Acción Nacional                        |                              | Raymundo Mata Contreras             |                              |                              |
|                              | Partido Revolucionario Institucional           |                              | Fernando Morales Martínez           |                              |                              |
|                              | Partido de la Revolución Democrática           |                              | Aída Ramírez Torres                 |                              |                              |
|                              | Coalición Salvemos a México (PT, Convergencia) |                              | Adán González Valerdi               |                              |                              |
|                              | Partido Verde Ecologista de México             |                              | Jesús Ángel Paramo Capi             |                              |                              |
|                              | Nueva Alianza                                  |                              | Christian Rosas Miranda             |                              |                              |
|                              | Partido Socialdemócrata                        |                              | Juan Francisco Ezequiel Limón Núñez |                              |                              |
|                              | No registrados                                 |                              |                                     |                              |                              |
|                              | Nulos                                          |                              |                                     |                              |                              |
| Total                        | Total                                          | Total                        | Total                               |                              | \| \| 100.00 % \|            |
| Fuente:                      |                                                |                              |                                     |                              |                              |
|                              | 100.00 %                                       |                              |                                     |                              |                              |